# Saint-Pierre-sur-Dives

Saint-Pierre-sur-Dives este o comună în departamentul Calvados, Franța. În 1 ianuarie 2018 avea o populație de 3.373 de locuitori.